# أليكساندروفسكايا (قبردينو - بلقاريا)
أليكساندروفسكايا (بالروسية: Александровская) هي مدينة في جمهورية قبردينو - بلقاريا في روسيا.